# الیسدر سیمپسون
الیسدر سیمپسون (انگلیسی: Alisdair Simpson؛ زادهٔ ۳۱ دسامبر ۱۹۶۹) بازیگر و صداپیشه اهل بریتانیا است. او بابت صدای بم مردانه‌اش شناخته شده‌است.
از فیلم‌ها یا سریال‌های تلویزیونی که وی در آن نقش داشته‌است، می‌توان به ۱۰۰۰ راه برای مردن، پمپئی: واپسین روز، مردان کج‌رفتار، بازی تاج‌وتخت، پزشک‌ها، مأموران مخفی و تلفات اشاره کرد.